# Phare de Sea Girt

Le phare de Sea Girt (en anglais : Sea Girt Light), était un phare côtier situé à Sea Girt dans le comté de Monmouth, New Jersey. Il marquait l'entrée de l'étang côtier Wreck Pound (en). Il fut équipé du premier radiophare dans ce comté.

## Historique
La côte du New Jersey sur une distance de près de 40 milles, entre le phare de Barnegat et les phares de Navesink, était dépourvue de signalisation maritime dans les années 1800, et en 1888, l'United States Lighthouse Board a demandé des fonds pour établir une lumière dans cette zone. Le site d'origine devait être au grau de Manasquan (en), juste au sud de Sea Girt. Cependant, le site s'est révélé inadapté et un terrain a été obtenu sur la plage de Sea Girt, près de Wreck Pond. Une maison en brique en forme de L avec une tour carrée a été construite, et la lumière a été allumée  en décembre 1896. Il s'agissait de la dernière maison-phare sur la côte est des États-Unis. Le sable en mouvement et l'érosion ont été des problèmes dès le début, mais les clôtures en 1900 et les pieux en acier dans les années 1920 ont arrêté la menace.
En 1921, le phare de Sea Girt a été équipé d'un radiophare, la première installation de ce type sur un feu côtier. Il a été installé conjointement avec des émetteurs sur les bateaux-phares d'Ambrose et de Fire Island ; avec un radiogoniomètre, un navire pouvait fixer sa position avec précision par triangulation à partir des trois sites.
Au début de la Seconde Guerre mondiale, la lumière a été désactivée et l'objectif a été retiré. La maison a été rénovée pour servir de dortoir à un poste d'observation de la Garde côtière. Après la guerre, une balise lumineuse a été montée au sommet de la tour. Mais en 1955, la lumière a été mise hors service et une balise sur une tour en acier a été érigée sur la pelouse. Le phare a été offert à l'État, mais ayant refusé, l'arrondissement de Sea Girt a acheté le phare à la place. Il a été utilisé pendant de nombreuses années comme bibliothèque municipale et comme espace de réunion.
En 1981, le bâtiment a été repris par le Sea Girt Lighthouse Citizens Committee , un organisme sans but lucratif indépendant voué à la restauration et à l'entretien du phare. Cette restauration a été accomplie et le bâtiment est maintenant disponible à la fois pour des visites et pour une variété de réunions. La balise a été retirée de la tour extérieure et placée dans l'ancienne lanterne, maintenant exploitée comme aide privée à la navigation. En 2002, le comité a acheté la lentille de Fresnel de quatrième ordre utilisée à l'origine dans le Crowdy Head Light (en) en Nouvelle-Galles du Sud, en Australie, pour 20.000 $, une somme égale à celle initialement affectée à la construction de la station lumineuse.

Identifiant : ARLHS : USA-744 .

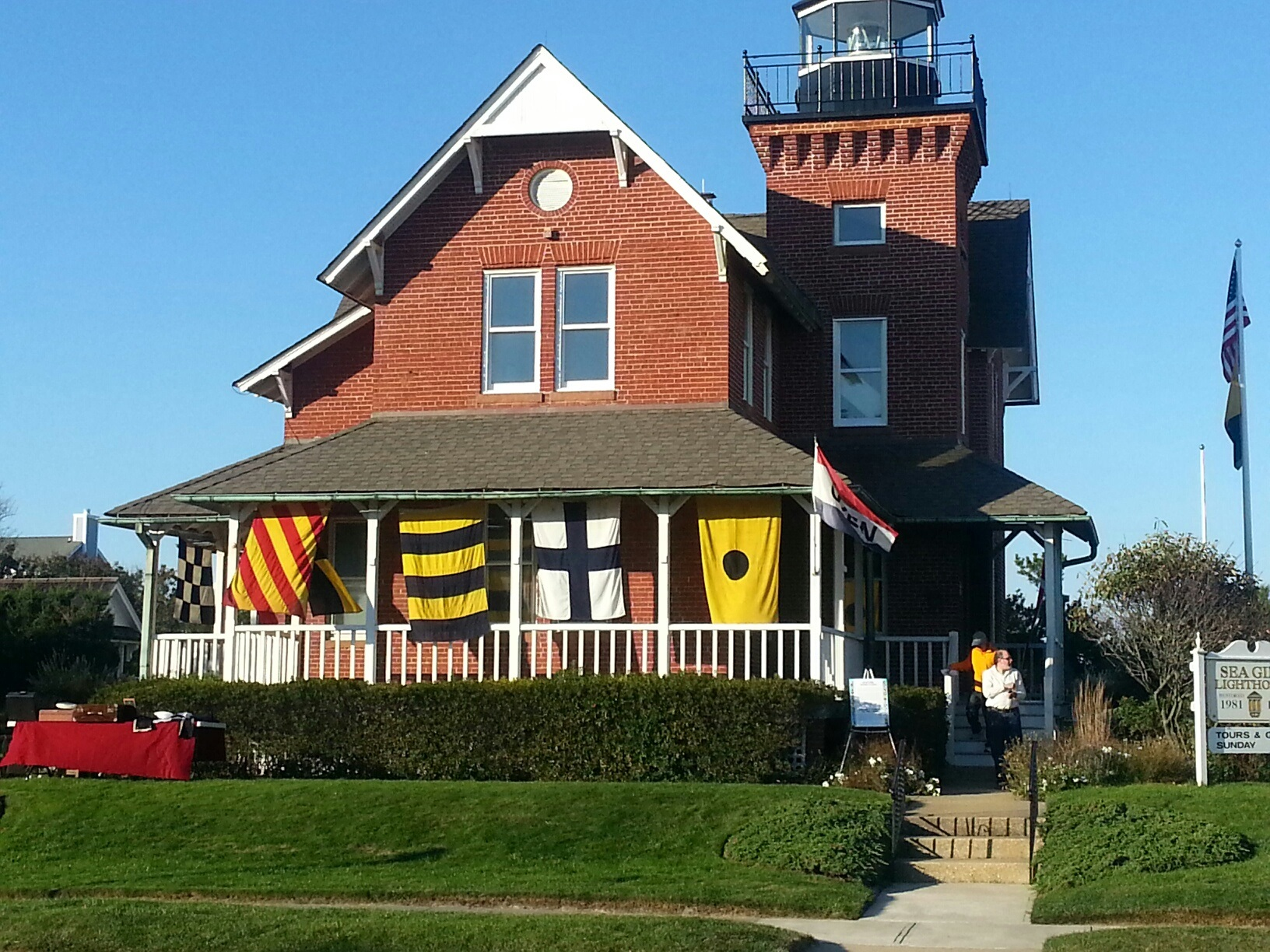
Le phare actuellement
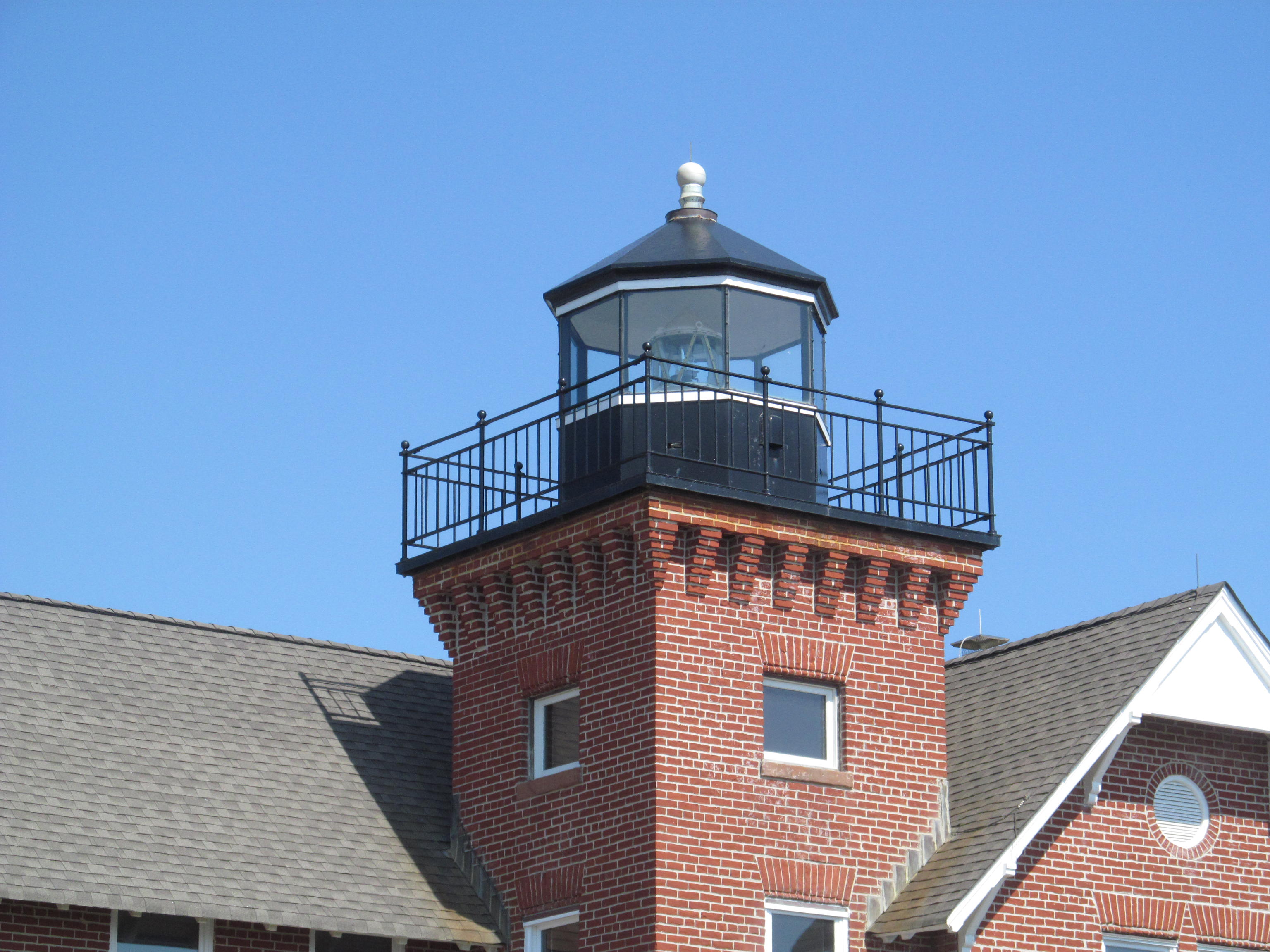
La lanterne

### Lien connexe
- Liste des phares du New Jersey